# Office Depot
Office Depot este o companie de comerț cu bucata americană care furnizează soluții și produse pentru birou.
A fost înființată în 1986, își are sediul în Florida, și are clienți în 53 de țări din America de Nord, Europa, Asia și America Latină.
Este listată la bursa din New York din 1991 și este inclusă în indicele Standard & Poors 500 din 1999.
Office Depot realizează vânzări anuale de produse și servicii în valoare de 15,5 miliarde dolari, din care 4,9 miliarde dolari din comerțul online.
Compania are 1.600 de magazine deschise la nivel mondial și lucrează cu peste 49.000 de angajați.

## Office Depot în România
Compania este prezentă și în România, la Cluj, unde a deschis în octombrie 2007 un centru de servicii financiare, care în prezent are peste 400 de angajați.